# 65
Évszázadok: i. e. 1. század – 1. század – 2. század
Évtizedek: 10-es évek – 20-as évek – 30-as évek – 40-es évek – 50-es évek – 60-as évek – 70-es évek – 80-as évek – 90-es évek – 100-as évek – 110-es évek
Évek: 60 – 61 – 62 – 63 –  64 – 65 – 66 – 67 – 68 – 69 – 70

## Események

### Római Birodalom
- Aulus Licinius Nerva Silianust (helyettese Caius Pomponius Pius) és Marcus Iulius Vestinus Atticust (helyettese Publius Pasidienus Firmus és Caius Anicius Cerialis) választják consulnak.
- Caius Calpurnius Piso szenátor összeesküvést szervez Nero császár meggyilkolására. Az egyik összeesküvő rabszolgája feljelenti őket. Számos szenátort, lovagot és katonát letartóztatnak és parancsot kapnak az öngyilkosságra. Köztük van Lucanus, a költő is. Nero parancsa alapján meg kell ölnie magát az összeesküvésben részt nem vevő Senecának és Vestinus Atticus consulnak is (utóbbinak azért, mert feleségül vette a császár szeretőjét, Statilia Messalinát).
- Ismét megrendezik a Neronia játékokat. A szenátus előre Nerót kiáltja ki az ének- és retorikai verseny győztesének, hogy elkerüljék azt a szégyent, hogy a császár nagyközönség előtt énekel, mint egy közönséges színész. Nero ennek ennek ellenére fellép a zsúfolásig tele (mivel senki sem mer távol maradni) színházban. A hosszas előadás alatt Vespasianus elalszik, ezért megszégyenítik.
- Nero egy dühkitörése során hasba rúgja terhes feleségét, Poppaea Sabinát aki ebbe belehal.
- A szenátus átnevezi a hónapokat: áprilisból Neroneus, májusból Claudius, júniusból Germanicus hónap lesz Nero nevei alapján.
- Gallia fővárosát, Lugdunumot tűzvész pusztítja el, ezért visszaszolgáltatják neki azt a 4 millió sestertiust amit Rómába küldött, az előző évi tűzvész miatti helyreállításra.
- Járvány pusztít Rómában.

### Kína
- Kínában először tesznek említést a buddhizmusról.

## Halálozások
- Marcus Annaeus Lucanus, római költő[1]
- Lucius Annaeus Seneca, római filozófus[1]
- Caius Calpurnius Piso, római szenátor
- Poppaea Sabina, Nero felesége